# Euphyia consequata
Euphyia consequata är en fjärilsart som beskrevs av Felder 1875. Euphyia consequata ingår i släktet Euphyia och familjen mätare. Inga underarter finns listade i Catalogue of Life.